# God's Plan
God's Plan è il terzo mixtape del rapper statunitense 50 Cent realizzato con il gruppo G-Unit e pubblicato nel 2002.

## Tracce
1. Words from Eminem - 0:22
2. Catch Me in the Hood - 3:43
3. You're Not Ready - 3:16
4. Gangsta'd Up - 3:04
5. If Dead Men Could Talk - 3:01
6. Banks Workout Pt. 2 - 3:13
7. Crazy - 2:24
8. 187 Yayo - 3:33
9. The World (featuring Governor) - 2:24
10. Short Stay - 2:23
11. Minds Playing Tricks - 1:26
12. Niggas - 3:31
13. Tainted - 2:22
14. Ching Ching Ching - 2:11
15. Work It (Remix) (Missy Elliott featuring 50 Cent) - 4:54